# County Championship 2013
Die County Championship 2013 war die 114. Saison des nationalen First-Class-Cricket-Wettbewerbes in England und Wales. Sie wurde in zwei Divisionen ausgetragen, Division 1 und Division 2. Division 1 wurde durch Durham gewonnen, die somit ihre dritte County Meisterschaft erreichten. Absteiger aus der Division 1 waren Derbyshire und Surrey, die in der nachfolgenden Saison 2014 durch die beiden bestplatzierten der Division 2, Lancashire and Northamptonshire, ersetzt wurden.

## Format
Die 18 First Class Counties wurden nach den Resultaten der Saison 2012 in zwei Divisionen aufgeteilt. In jeder Division spielte jede Mannschaft gegen jede andere jeweils ein Heim- und ein Auswärtsspiel. Für einen Sieg erhielt ein Team zunächst 16 Punkte, für ein Unentschieden (beide Mannschaften erzielen die gleiche Anzahl an Runs) 8 Punkte. Sollte kein Ergebnis erreicht werden und das Spiel in einem Remis enden bekommen beide Mannschaften 5 Punkte. Zusätzlich besteht die Möglichkeit in den ersten 110 Over des ersten Innings Bonuspunkte zu sammeln. Dabei werden bis zu 5 Punkte für erzielte Runs und bis zu 3 Punkte für erzielte Wickets ausgegeben. Des Weiteren ist es möglich das Mannschaften Punkte abgezogen bekommen, wenn sie beispielsweise zu langsam spielen oder der Platz nicht ordnungsgemäß hergerichtet ist. Am Ende der Saison ist der Sieger der Division 1 County Champion, die beiden letztplatzierten dieser Division steigen ab und die beiden bestplatzierten der Division 2 auf.

## Resultate

### Tabelle

#### Division 1
Die Tabelle der Division 1 nahm am Ende die nachfolgende Gestalt an. Durham wurden auf Grund von Verfehlungen bei den Spielergehältern in der Saison 2012 Punkte abgezogen.
| Team            | Sp. | S  | N  | R | Bat | Bwl | Ded | Punkte |
| --------------- | --- | -- | -- | - | --- | --- | --- | ------ |
| Durham          | 16  | 10 | 4  | 2 | 36  | 46  | 2.5 | 245.5  |
| Yorkshire       | 16  | 7  | 2  | 7 | 49  | 39  | 0   | 221    |
| Sussex          | 16  | 5  | 3  | 8 | 45  | 39  | 0   | 188    |
| Warwickshire    | 16  | 5  | 2  | 9 | 37  | 42  | 0   | 186    |
| Middlesex       | 16  | 6  | 5  | 5 | 32  | 39  | 0   | 182    |
| Somerset        | 16  | 3  | 5  | 8 | 33  | 41  | 0   | 146    |
| Nottinghamshire | 16  | 2  | 5  | 9 | 47  | 40  | 0   | 146    |
| Derbyshire      | 16  | 3  | 10 | 3 | 31  | 34  | 0   | 122    |
| Surrey          | 16  | 1  | 6  | 9 | 36  | 37  | 0   | 116    |

Sieg: 16 Punkte; Remis: 3 Punkte

#### Division 2
Die Tabelle der Division 2 hatte die folgende Gestalt. Alle Punktabzüge erfolgten auf Grund zu langsamer Spielweise.
| Team             | Sp. | S | N | R  | Bat | Bwl | Ded | Punkte |
| ---------------- | --- | - | - | -- | --- | --- | --- | ------ |
| Lancashire       | 16  | 8 | 1 | 7  | 45  | 45  | 1.0 | 238    |
| Northamptonshire | 16  | 5 | 3 | 8  | 55  | 43  | 0   | 202    |
| Essex            | 16  | 5 | 4 | 7  | 43  | 41  | 3.0 | 182    |
| Hampshire        | 16  | 4 | 3 | 9  | 45  | 35  | 0   | 171    |
| Worcestershire   | 16  | 5 | 6 | 5  | 29  | 43  | 0   | 167    |
| Gloucestershire  | 16  | 4 | 4 | 8  | 43  | 36  | 0   | 167    |
| Kent             | 16  | 3 | 2 | 11 | 39  | 31  | 0   | 151    |
| Glamorgan        | 16  | 3 | 6 | 7  | 41  | 39  | 0   | 149    |
| Leicestershire   | 16  | 0 | 8 | 8  | 23  | 32  | 0   | 79     |

Sieg: 16 Punkte; Remis: 3 Punkte

## Statistiken

### Runs
Die meisten Runs der Saison in beiden Division wurden von den folgenden Spielern erzielt:
| Spieler        | Mannschaft     | Spiele | Innings | Runs  | Average | HS   | 100s | 50s |
| -------------- | -------------- | ------ | ------- | ----- | ------- | ---- | ---- | --- |
| Moeen Ali      | Worcestershire | 16     | 27      | 1.375 | 62,50   | 250  | 4    | 8   |
| Ned Eckersley  | Leicestershire | 16     | 27      | 1.275 | 53,12   | 147  | 4    | 4   |
| Darren Stevens | Kent           | 15     | 21      | 1.268 | 63,40   | 205* | 4    | 7   |
| Murray Goodwin | Glamorgan      | 16     | 26      | 1.263 | 57,40   | 194  | 4    | 7   |
| Gary Ballance  | Yorkshire      | 14     | 21      | 1.251 | 62,55   | 148  | 5    | 6   |

### Wickets
Die meisten Wickets der Saison in beiden Division wurden von den folgenden Spielern erzielt:
| Spieler         | Mannschaft     | Spiele | Overs | Wickets | Average | BBI  | 5W |
| --------------- | -------------- | ------ | ----- | ------- | ------- | ---- | -- |
| Graham Onions   | Durham         | 12     | 419.1 | 70      | 18,45   | 7/62 | 5  |
| Alan Richardson | Worcestershire | 16     | 541.4 | 69      | 19,82   | 8/37 | 5  |
| Michael Hogan   | Glamorgan      | 14     | 512.0 | 67      | 20,53   | 7/92 | 4  |
| Steve Magoffin  | Sussex         | 15     | 496.0 | 63      | 21,49   | 8/20 | 3  |
| Tim Murtagh     | Middlesex      | 13     | 444.1 | 60      | 20,40   | 6/49 | 3  |
| Kyle Hogg       | Lancashire     | 15     | 436.0 | 60      | 18,41   | 7/27 | 3  |